# Pepsi-Cola Made with Real Sugar

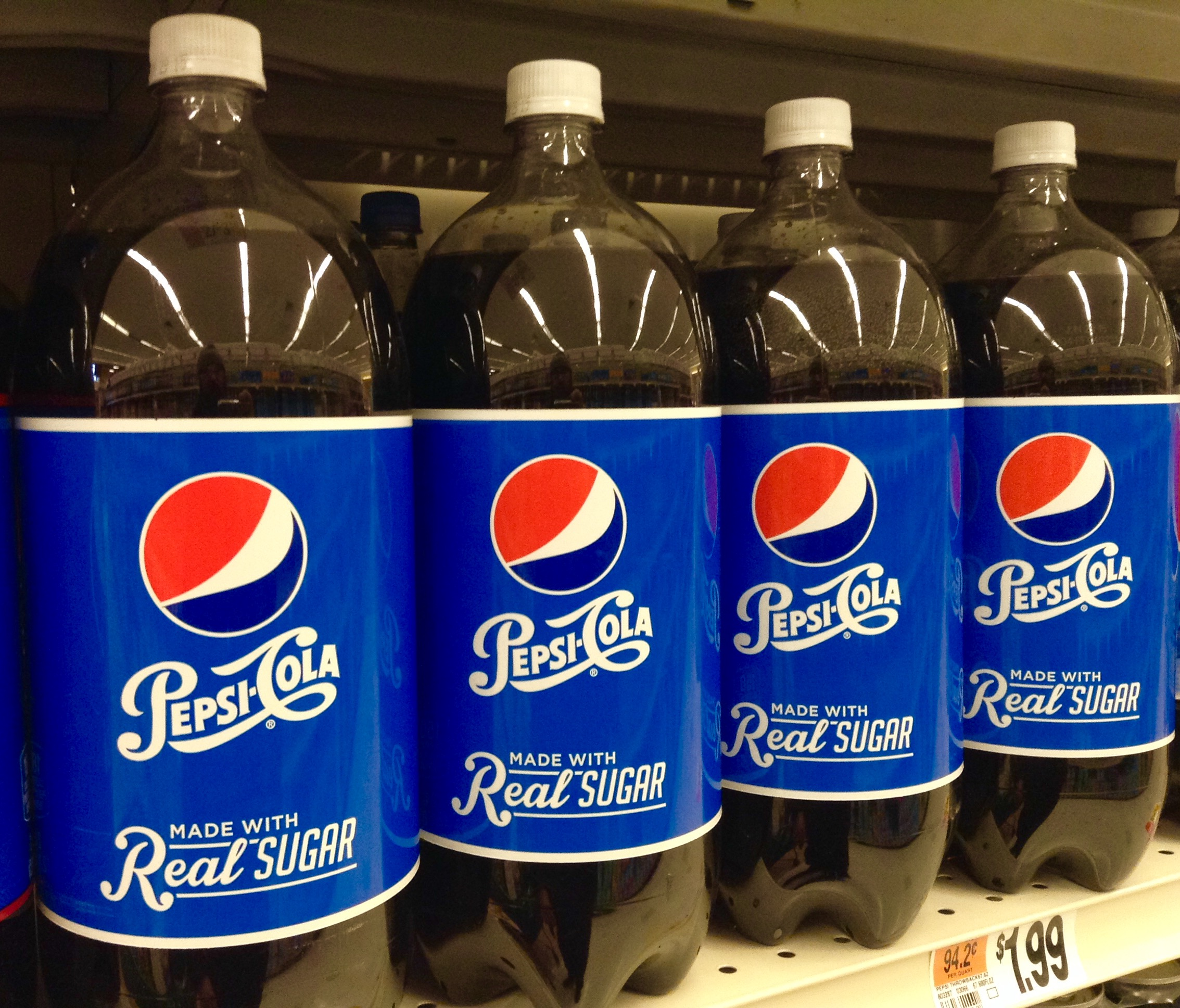

A Pepsi-Cola Made with Real Sugar (em português: Pepsi-Cola Feita com Açúcar Verdadeiro), anteriormente chamada Pepsi Throwback, é uma marca de refrigerante vendida pela PepsiCo nos Estados Unidos por sua principal marca, Pepsi.
A bebida tem esse nome porque é aromatizada com açúcar de cana e açúcar de beterraba em vez de xarope de milho com alto teor de frutose, que as empresas de refrigerantes substituíram o açúcar (em seus produtos norte-americanos) na década de 1980. Além disso, essas bebidas usam embalagens retrô. Em junho de 2014, o nome da Pepsi Throwback foi substituído pelo nome atual, que continua a ser fabricado sem xarope de milho com alto teor de frutose. Em abril de 2020, recebeu um novo logotipo. O nome "reminiscência" também foi usado para uma variante do Mountain Dew com sabor cítrico da PepsiCo.

## Desenvolvimento
O custo do açúcar nos Estados Unidos começou a subir no final dos anos 70 e nos anos 80 devido a tarifas impostas pelo governo, levando os fabricantes de refrigerantes a mudarem para o xarope de milho com alto teor de frutose (HFCS) como uma alternativa mais barata ao açúcar. Em meados da década de 1980, todas as principais marcas de refrigerantes mudaram para o HFCS para seus produtos norte-americanos, com a fórmula original da Coca-Cola sendo um dos últimos destaques. Na maioria dos países, o açúcar ainda é usado, e não o HFCS.
No entanto, no final dos anos 2000, muitos fãs de refrigerantes queriam um retorno de açúcar nas bebidas, citando um sabor um pouco mais doce, controvérsias sobre os efeitos negativos para a saúde do HFCS, aumento no custo do xarope de milho devido ao aumento do uso do produto para a produção de etanol, bem como o custo do açúcar que diminuiu desde então.
No início de 2009, a PepsiCo anunciou planos para lançar versões da Pepsi e Mountain Dew com açúcar de cana puro como principal adoçante e sem o ácido cítrico encontrado na Pepsi comum, em uma base limitada. O envio original foi colocado à venda em abril de 2009 e encerrado em junho. As vendas foram fortes para ambos, levando a PepsiCo a lançar uma segunda edição limitada de dezembro de 2009 a fevereiro de 2010.
A segunda versão do Mountain Dew Throwback de dezembro de 2009 diferia ligeiramente em sua fórmula da primeira versão de abril de 2009, na medida em que agora incluía suco de laranja concentrado como um de seus ingredientes, proporcionando um sabor um pouco diferente, mais alinhado com o "regular" Mountain Dew.
Um terceiro lote foi lançado em 31 de julho de 2010, novamente como uma disponibilidade limitada de cinco semanas.
Em 12 de outubro, Consumerist.com informou que a Pepsi decidiu continuar oferecendo a linha Throwback enquanto os consumidores continuarem a comprá-la.
Um quarto lote apareceu nas lojas no final de dezembro de 2010, removendo o logotipo da edição limitada da embalagem. Ao mesmo tempo, o Sierra Mist, uma bebida que estreou em 1999 e sempre foi feita com xarope de milho com alto teor de frutose, também tinha uma fórmula à base de açúcar lançada sob o nome "Sierra Mist Natural", que se chama Sierra Mist (com o açúcar verdadeiro) de 2013 a 2016, quando foi substituído por Mist Twst; o nome Sierra Mist retornou em 2018.
Em janeiro de 2011, a Pepsi Throwback começou a aparecer em doze embalagens de latas de 355 ml, garrafas de 591 ml e, recentemente, 32 embalagens de latas de 355 ml em todo o Canadá. Em março de 2011, a Pepsi Throwback foi descontinuada no Canadá, mas retornou em outubro de 2012.
Em 11 de março de 2011, a PepsiCo anunciou que a Pepsi Throwback e a Mountain Dew Throwback se tornariam adições permanentes às linhas de produtos Pepsi e Mountain Dew.